# Raúl Landini
Raúl Athos Landini (Buenos Aires, 14 de julio de 1909 - Buenos Aires, 29 de septiembre de 1988) fue un boxeador argentino ganador de la medalla de plata en los Juegos Olímpicos de Ámsterdam 1928 en la categoría de hasta 67 kg (wélter). Perdió la final con el neozelandés Ted Morgan. Como boxeador profesional tuvo una extendida carrera desde 1928 hasta 1940, siendo campeón argentino en peso mediano hasta 1935. Landini aparece en la película ¡Segundos afuera! (película) de Chas de Cruz y Alberto Etchebehere. Fue presidente de la Casa del Boxeador.

## Medalla de plata olímpica de 1928
Raúl Landini obtuvo la medalla de plata según el siguiente camino:
- Primera ronda: venció a Tommy Lown, Estados Unidos, por puntos;
- Octavos de final: venció a Valter Palm, Estonia, por puntos;
- Cuartos de final: venció a Cor Blommers, Holanda, por puntos;
- Semifinal: venció a Raymond Smillie, Canadá, por puntos;
- Final: perdió con Ted Morgan, Nueva Zelanda, por puntos.[3]

## Carrera profesional

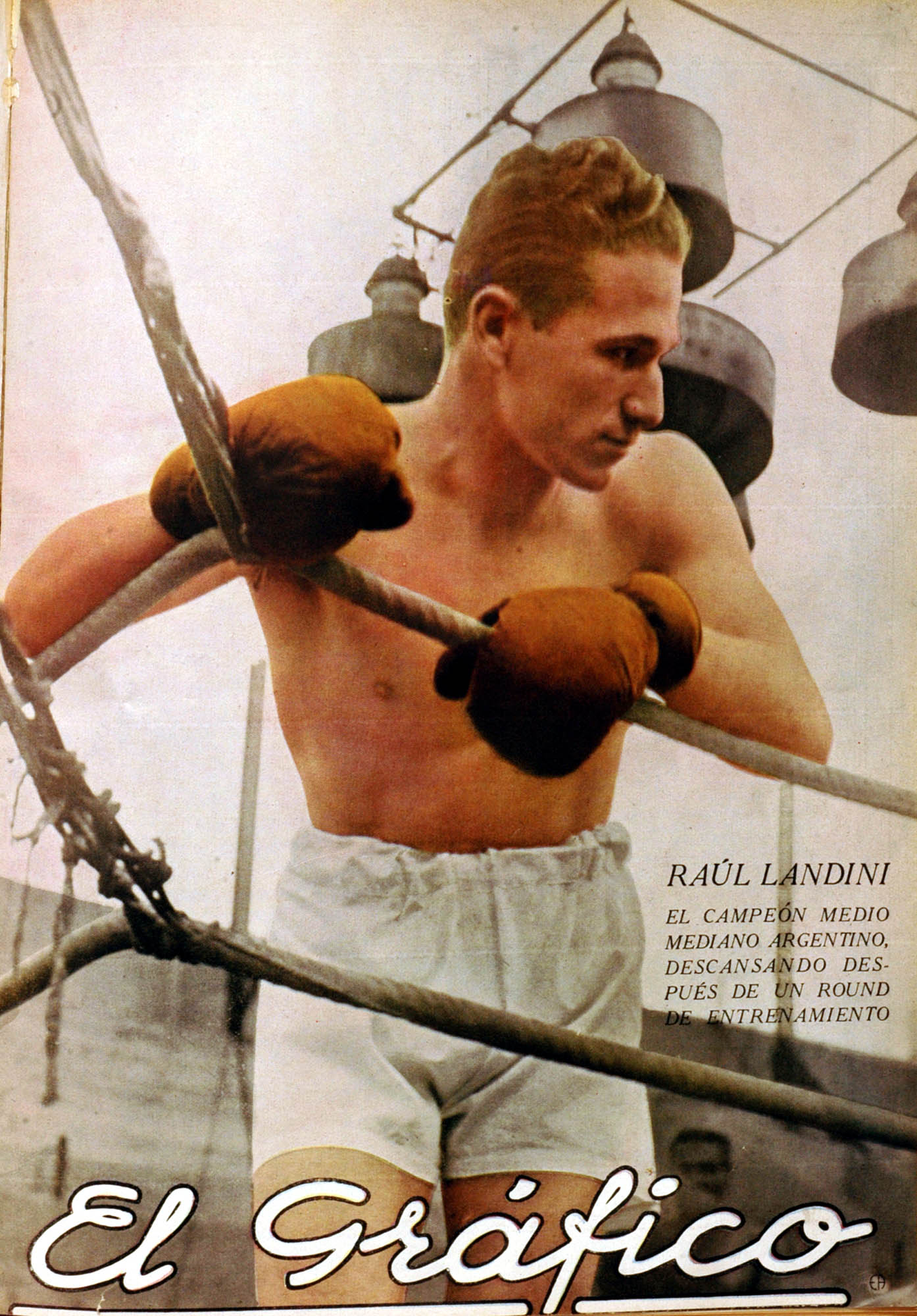
Raúl Landini en 1932.

El 17 de mayo de 1930 se consagró campeón argentino medio mediano al vencer por puntos a Félix Expósito. Poco después (9 de octubre de 1930) perdió el título por no haberle dado la revancha a Expósito. El 11 de febrero de 1931 recuperó el título al volverle a ganar por puntos a Expósito. Dejó de ser campeón el 13 de diciembre de 1935, al no poderse presentar al combate por problemas de peso. Peleó como profesional hasta 1940, con un total de 54 peleas (43 victorias, 11 KO, 7 derrotas, 4 empates).

## Hechos de su vida
Landini, en sus ratos de ocio tocaba el violín. Fue presidente de la Casa del Boxeador, institución creada para amparar a los exboxeadores en dificultades y en su vejez.

## Memoria
Un club de boxeo, el Púgil Club Raúl Landini (San Juan, Argentina), lleva ese nombre en su homenaje.